# Stenoptinea auriferella
Stenoptinea auriferella är en fjärilsart som beskrevs av William George Dietz 1905. Stenoptinea auriferella ingår i släktet Stenoptinea och familjen äkta malar. Inga underarter finns listade i Catalogue of Life.